# رادیو ورزش
رادیو ورزش از اول تا هشتم تیرماه ۱۳۷۸ به صورت آزمایشی پخش شد و از ۹ تیر ماه، همزمان با میلاد پیامبر اسلام، رسماً افتتاح شد و از ۲۲ بهمن ۱۳۷۸ به پخش ۱۶ ساعت برنامه پرداخت و هم‌اکنون، پخش آن به ۲۴ ساعت در روز ارتقا یافته‌است.
این شبکه رادیویی با گروهی کوچک که عشقی بزرگ در دل داشتند با هدف اصلی خدمت به مردم و جامعه ورزش راه‌اندازی شد و صمیمیت و سادگی اهل آن به سرعت موجب برقراری ارتباط صمیمانه و دوسویه بین رسانه و مخاطب گشت.
این شبکه بر روی موج اف ام ردیف ۹۲ مگاهرتز و سیستم دیجیتال زمینی و ماهواره‌های بدر ۵ و اینتل‌ست ۳۹ و هاتبرد پخش می‌شود.

## گروه‌ها
1. گروه ورزش و تفریحات
2. گروه مسابقات ورزشی
3. گروه علوم ورزشی

## لیگ‌های تحت پوشش
1. لیگ برتر فوتبال ایران
2. لیگ برتر بسکتبال ایران
3. لیگ برتر هندبال ایران
4. لیگ برتر والیبال ایران
5. لیگ برتر کشتی ایران
6. لیگ برتر واترپلو ایران